# Suraksha Sital-Hirasingh
Suraksha Sital-Hirasingh is een Surinaams politicus. Ze is departementsdirecteur en docent op twee hogescholen en is van 2020 tot begin 2023 districtscommissaris van Wanica-Noordwest geweest.

## Biografie
Suraksha Sital-Hirasingh studeerde bestuurskunde. Ze slaagde in dit vakgebied met een bachelorgraad op de Anton de Kom Universiteit van Suriname en in 2015 met een mastergraad op de Erasmus Universiteit Rotterdam. In 2005 begon ze als beleidsadviseur bij het ministerie van Landbouw, Veeteelt en Visserij. Tot 2015 was ze onderdirecteur Administratieve Diensten op het ministerie. Daarnaast begon ze in 2017 als docent aan zowel de Hogeschool ABC als aan de Hogeschool Janssen & Partners.
Op 25 augustus 2020 geïnstalleerd als districtscommissaris van Wanica-Noordwest. Hiermee volgde ze Wedprekash Joeloemsingh op. Zij trad hier in januari 2023 af en werd opgevolgd door Bholanath Narain. Hierna werd zij de de algemeen directeur op het ministerie van Transport, Communicatie en Toerisme. 